# Acrothamniopsis
Acrothamniopsis, monotipski rod crvenih alga iz porodice Ceramiaceae, smješten u tribus Heterothamnieae, dio potporodice Ceramioideae.
Rod je opisan 1996. otkrićem vrste A. elisae kod Point Lonsdalea uz obalu Victorije, Australiji